# Wirdummerpolder
De Wirdummerpolder (huidige spelling: Wirdumerpolder) is een voormalig waterschap in de Nederlandse provincie Groningen.
De polder lag ten oosten van Garrelsweer tussen de Enzelenzermeedweg en de gemeentegrens van Loppersum en Appingedam. De noordgrens lag bij het Damsterdiep, de zuidgrens bij het Eemskanaal. De molen van het schap stond aan de Wirdumermeedenweg, ongeveer 300 m zuidelijk van het Damsterdiep.
Waterstaatkundig gezien ligt het gebied sinds 1995 binnen dat van het waterschap Noorderzijlvest.